# Uovo dell'alloro
L'Uovo dell'alloro, conosciuto anche come Uovo albero d'arancio, è una delle uova imperiali Fabergé, un uovo di Pasqua gioiello che l'ultimo Zar di Russia, Nicola II donò a sua madre, l'Imperatrice vedova Marija il 12 aprile 1911.
Fu fabbricato, probabilmente, a San Pietroburgo nel 1911 per conto del gioielliere russo Peter Carl Fabergé, della Fabergè.
Ispirato ad un carillon francese del XVIII secolo a forma di albero d'arancio, per molto tempo è stato erroneamente etichettato come tale, la conferma che si tratta invece di un alloro è venuta dall'esame dell'originale fattura di Fabergé:
Fu l'uovo più costoso fino a quel momento.

## Proprietari
Dopo la caduta della dinastia Romanov nel 1917 l'uovo fu confiscato dal Governo Provvisorio Russo e dal Palazzo Aničkov, portato al Palazzo dell'Armeria; nel 1922 fu trasferito, insieme ad altri preziosi, al Sovnarkom; attorno al 1927 fu una delle nove uova vendute dall'Antikvariat ad Emanuel Snowman della gioielleria Wartski.
Dopo essere passando per cinque diversi proprietari, nel 1965 fu venduto a Malcolm Forbes per 35.000 dollari, equivalenti a 212.634 dollari del 2004.
Il 4 febbraio 2004 la casa d'aste Sotheby's ha annunciato che, senza passare per una pubblica asta, la Forbes Magazine Collection era stata acquistata da Viktor Vekselberg per quasi 100 milioni di dollari, in questo modo più di 180 opere d'arte Fabergé, incluso l'Uovo dell'alloro e altre otto delle rare uova imperiali, dopo circa ottant'anni sono tornate nel loro paese d'origine dove dal novembre 2013 sono esposte al Museo Fabergé di San Pietroburgo.

## Descrizione

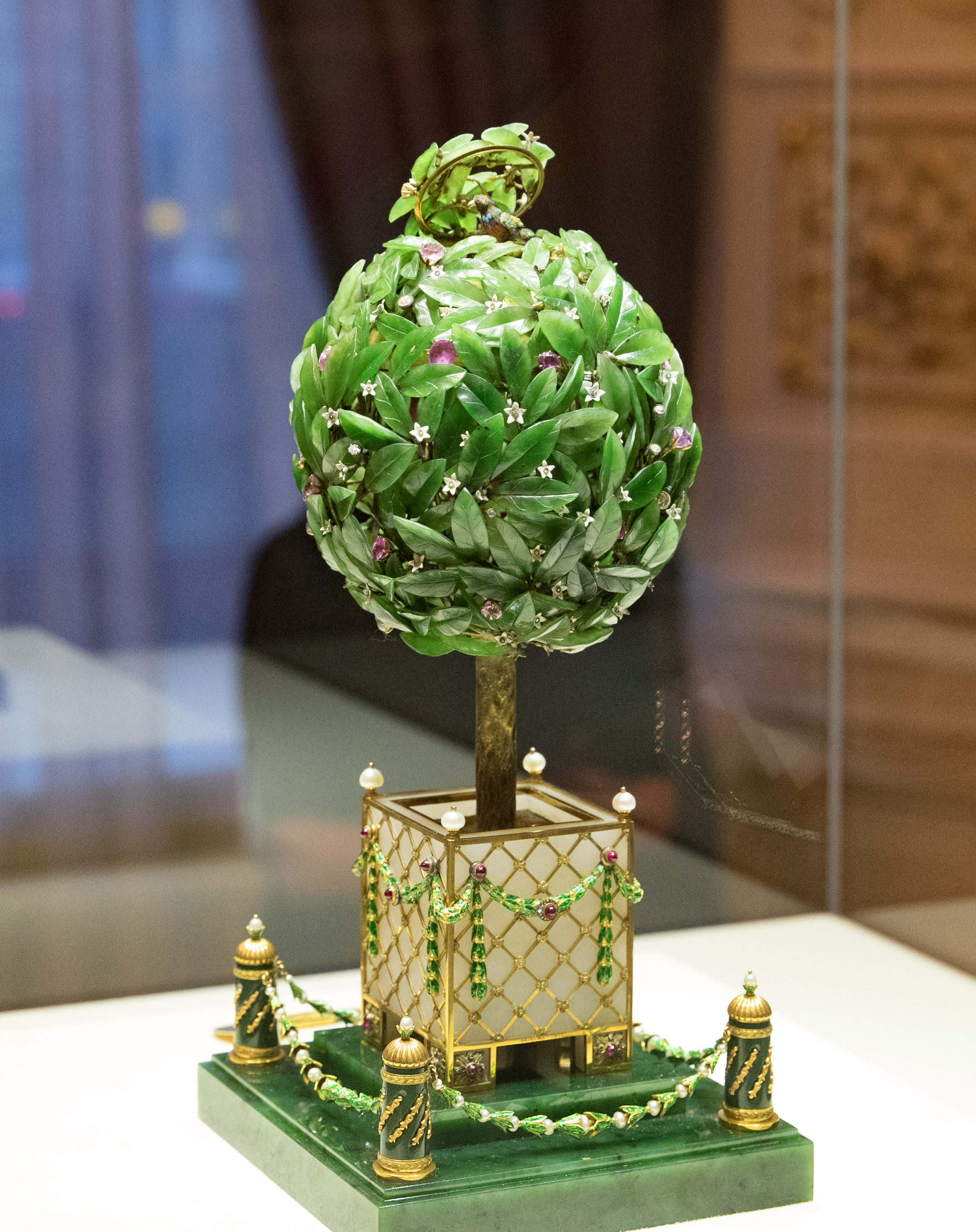
Uovo albero d'arancio.

La natura di uovo di pasqua è evocata dalla chioma dell'albero, ancorché non ovoidale ma foggiata come una sfera prodotto dell'arte topiaria, è formata da una profusione di foglie finemente venate scolpite in nefrite su una intricata struttura di rami; i frutti sono diamanti champagne, ametiste, rubini pallidi e citrini mentre i fiori sono di smalto bianco con pistilli di diamanti.
Il tronco d'oro, cesellato ad imitazione della corteccia, è piantato nel terreno d'oro contenuto in un vaso rettangolare di quarzo bianco, che ha una perla sopra ogni angolo ed è sorretto da quattro piedi sui quali sono applicate rosette d'oro cesellate, con rubini cabochon al centro e diamanti.
Un reticolo d'oro, con rosette cesellate alle intersezioni, copre i lati del vaso che sono inoltre decorati da ghirlande d'alloro in smalto verde traslucido con bacche d'oro, appese a rubini cabochon e con rubini centrali contornati da diamanti.
Il tutto poggia su una base quadrata di nefrite, a due livelli, con ad ogni angolo una colonna in miniatura pure di nefrite, fissata su un supporto d'oro cesellato, con decorazioni d'oro sul fusto e un cappuccio in oro rigato, sormontato da una perla annidata tra foglie di smalto verde traslucido; tra le colonne oscillano catene d'oro formate da fiori di perle e foglie di smalto traslucido verde.
Sul uno dei bordi inferiori della vasca è inscritto in cirillico il nome Fabergé e la data 1911.

### Sorpresa
Tra le foglie di alloro sono nascosti il buco di una serratura ed una piccola leva camuffata come un frutto, che apre una sezione circolare, incernierata sulla sommità dell'albero, dalla quale emerge un uccellino coperto di vere piume che batte le ali, gira la testa, apre il becco e grazie ad un piccolo mantice all'interno, canta mentre l'intero albero ruota sul suo tronco.
Quando la melodia finisce, l'uccello scompare automaticamente.